# Kunz von Lüchau
Kunz von Lüchau († 28. März 1516) war Brandenburg-Kulmbacher Amtmann in Selb und Rehau und sächsischer Amtmann in Schleiz.
Kunz, auch Konrad, Konz oder Contz, stammte aus dem fränkischen Adelsgeschlecht der von Lüchau. Der fragmentarische Stammbaum Dobenecks erlaubt keine Aussage über die Eltern des Kunz von Lüchau. In der entsprechenden Genealogie von Johann Gottfried Biedermann für den Ritterkanton Gebürg ist er und seine Nachkommen nicht aufgeführt. Er war verheiratet mit Agnes, einer geborenen von Zedtwitz. Aus der Ehe gingen fünf Töchter hervor, so dass die Linie der Familie zu Konradsreuth mit ihm im Mannesstamm erlosch. Die namentlich bekannten Töchter hießen Katharine, Praxedes, Sophie und Else, wobei letztere im Kloster Hof aufgenommen wurde. Durch Eheschließungen ergeben sich familiäre Beziehungen zu den von Obernitz zu Tausa, Hendel, von Wildenstein zu Marlesreuth und Sack zu Mühltroff.
Erste urkundliche Nachrichten über Kunz gibt es aus der Zeit nach 1467 im Zusammenhang mit einer Fehde des Siegmund Delnitzer gegen die Stadt Eger. Delnitzer nutzte bei seinen Überfällen auf Eger Pferde und Knechte des Kunz von Lüchau und setzte Egerer Bürger in Konradsreuth gefangen. Kunz von Lüchau stritt seine unmittelbare Beteiligung ab und zur Schlichtung waren Jobst von Schirnding und Hans von Sparneck zu Weißdorf eingesetzt. Kunz erscheint außerdem in den Erzählungen des Wilwolt von Schaumberg.
Seit 1478 ist eine Fehde überliefert, die mit Kunz von Lüchau und Sichart mit Sohn Friedrich von Feilitzsch sein Anfang nahm. Kunz schuldete den von Feilitzsch 70 fl. Die Forderung wurde vor Gericht am Hofer Schloss behandelt und die Hauptmänner Heinrich von Künsberg und Heinrich von Aufseß waren in die Schlichtung eingeschaltet, sie führte jedoch zu keinem Ergebnis. Die Beschwerde des Sichart von Feilitzsch bei den Herzögen Albrecht und Ernst erreichte Albrecht Achilles. Die Einschaltung der Territorialherren steigerte den Konflikt ebenso wie die Parteinahme Adeliger auf beiden Seiten und die Vermischung der Auseinandersetzung mit einer anderen Forderung der von Feilitzsch gegen Hans von Sparneck. Einer der Höhepunkte der Fehde war die Entführung mehrerer Brandenburger Räte, die in diplomatischer Mission auf dem Weg zum ungarischen König Matthias Corvinus unterwegs waren. 1482 beendete ein Schiedsgericht den eskalierten Streit. Kunz von Lüchau sah sich gezwungen, Ort und Schloss Konradsreuth zu veräußern. Er bewohnte daraufhin Burg Uprode.
Als Amtmann von Selb ist er ab 1479 fassbar. 1483 wurde er von Sittich von Zedtwitz abgelöst. Vor seinem Antritt als Amtmann von Rehau von 1507 bis 1516 war er fünf Jahre lang Amtmann in Schleiz.